# Sabiá (canção de Chico Buarque e Tom Jobim)
"Sabiá" é uma canção dos cantores brasileiros Chico Buarque e Tom Jobim. Foi lançada em 1968.
No repertório de Chico Buarque, a música aparece no disco Chico Buarque - Não vai Passar, vol. 4, ao lado de outras composições como Retrato em branco e preto, O velho, Ela desatinou, Tema para Morte e Vida Severina, Desencontro, Benvinda, Até Segunda-Feira, Umas e Outras, Onde é Que Você Estava, todas produzidas em 1968 ou em 1969.

## Produção

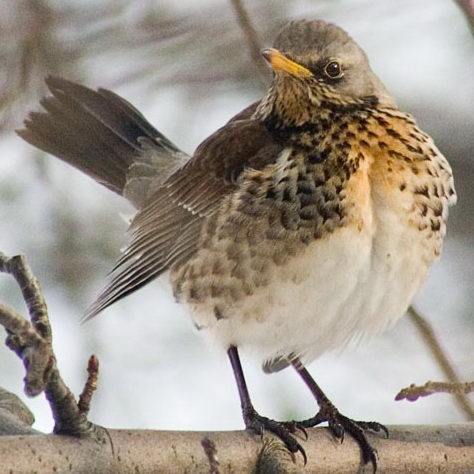
Turdídeos na Polônia: em letra de "Sabiá", o eu-lírico deseja voltar para seu lugar onde já ouviu no passado e onde quer novamente ouvir cantar uma sabiá.

A letra de Sabiá é inteiramente de Chico Buarque, embora Tom Jobim tenha achado que a composição pedia mais algum verso e que estava muito pequena, repetindo de forma insuficiente alguns trechos e, por isso, produziu um pedaço da letra, mas ela sumiu depois.
Chico Buarque, em uma entrevista, declarou que o trecho com a letra de Tom Jobim chegou a ser gravado, e era algo como "Que a nova vida já vai chegar" e/ou "que a solidão vai se acabar".
Mas essa não foi a única discórdia dos dois ao compor Sabiá: quando Chico apresentou a Tom Jobim, ele não gostou do fato de o letrista ter colocado a palavra sabiá no gênero masculino, segundo Chico, protestou:
"É bom 'uma sabiá'", ele falava, "porque é linguagem de caçador... caçador não fala 'um sabiá', fala 'uma sabiá', 'uma gambá'..." Mas depois ele gravou a música O Meu sabiá.

## Recepção
Em 29 de setembro de 1968, a música foi apresentada no Maracanãzinho durante o III Festival Internacional da Canção, mas recebeu vaias quase unânimes que, segundo um repórter da Folha de S.Paulo, "[era] a mais sonora já acontecida em toda a história dos festivais de música popular". Humberto Weneck, em seu Chico Buarque Letra e Música escreve que a recepção foi pior do que a recepção que o público fez da canção É Proibido Proibir, de Caetano Veloso, apresentada duas semanas antes.
Embora o público cantasse Pra Não Dizer Que Não Falei das Flores (também conhecida como Caminhando), de Geraldo Vandré, Sabiá acabou sendo premiada, mas criticada por sua "desvinculação da realidade nacional", embora outros a examinassem como uma nova e premonitória Canção do Exílio.

## Análise
Sabiá é vista como um retrato do problema de uma pátria configurada pela carência:
"Quero deitar à sombra de uma palmeira que já não há
Colher a flor que já não dá"
Ao contrário da Canção do Exílio, "a flor que já não dá" representa uma nação esvaziada. Segundo alguns críticos, Chico escreveu a letra da música sob influência de um pensamento de seu pai — Sérgio Buarque de Hollanda — que dizia "somos uns desterrados em nossa própria terra", descrição aforista de uma realidade contundente e dolorosa.
Os analisadores também têm chamado a atenção ao fato de que, quando a música foi composta, Chico ainda não estava em exílio e, por isso, usou um eu-lírico imaginário, mas quando isso ocorreu e ele deixou o Brasil partindo para a Itália, pôde passar pela experiência de exílio e, assim, retratou os ocorridos em Samba de Orly, em parceria com Toquinho e Vinicius de Moraes.
Em entrevista concedida cerca de 40 anos após o lançamento da canção, Chico Buarque confirmou que ela foi inspirada na Canção do Exílio, mas negou que ela tivesse uma conotação política, definindo-a como "lírica". Negou também que ela falasse do ponto de vista de um artista exilado, uma vez que ela foi concebida antes do AI-5, ou seja, num período em que a classe artística ainda não era tão visada pelos militares.